# Olios bicolor
Olios bicolor là một loài nhện trong họ Sparassidae.
Loài này thuộc chi Olios. Olios bicolor được Richard C. Banks miêu tả năm 1914.